# Le Portier
Le Portier es una zona residencial planificada, donde se ha comenzado la construcción de un proyecto de 2300 millones de dólares para ampliar el contorno natural de la costa de Mónaco con otras 6 hectáreas en el mar Mediterráneo.
Una vez terminado el proyecto en 2025, el nuevo distrito cerca del legendario Casino de Monte Carlo, albergará hasta 1000 residentes en apartamentos y villas de lujo.

## Historia
El proyecto, iniciado a principios de la década de 2000 y programado para 2014, fue abandonado en 2009 por la decisión del Príncipe Alberto II debido a las finanzas nacionales, pero posteriormente se encontraron nuevos fondos y el proyecto se reinició en 2011. Además de la nueva área residencial, también se planea construir edificios administrativos, museos y un teatro.
El 18 de julio de 2019 se colocó el último cajón de hormigón entrelazado que cerró el cinturón que delimita la extensión mar adentro, modificando así concretamente los límites físicos de Mónaco. El 16 de diciembre siguiente, se completó la construcción de la franja media de seis hectáreas.
Para el año 2020 se habían concluido totalmente los trabajos para ganar tierras al mar en el mediterráneo, quedando disponible el área para la construcción de los proyectos anunciados previamente.

## Geografía
Le Portier se extenderá entre el Puerto Hércules y el Foro Grimaldi, en un área de 6 hectáreas. Limitará con los sectores de Monte Carlo y Larvotto. Para proteger el medio ambiente se tomaron medidas especiales que incluye el traslado de especies protegidas en el área.

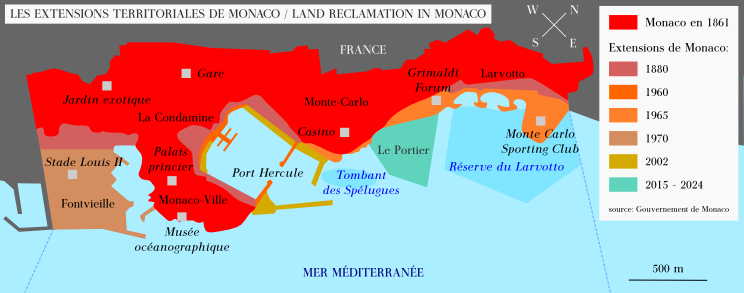
Le Portier está marcado en verde